# Johan Mojica
Johan Andrés Mojica Palacio (ur. 21 sierpnia 1992 w Cali) – kolumbijski piłkarz występujący na pozycji lewego obrońcy w CA Osasuna. Posiada również obywatelstwo hiszpańskie.